# 地中海飲食
地中海飲食（英語：Mediterranean diet），又可翻譯為地中海菜、地中海料理，是一種備受當今營養學推崇的飲食模式，以義大利、西班牙、葡萄牙、希臘、克羅地亞、摩洛哥和賽普勒斯為其代表，將歐洲、亞洲和非洲的各種習慣融合為一，是環地中海的國家們所共同享有飲食理念。
地中海料理普遍顏色鮮艷，在外表上會明顯使用紅色的蕃茄、黃色的橄欖油和綠色的植物葉片以組成豐富的色彩，地中海料理以水果、蔬菜葉子、堅果、豆科植物為最大比例，配合適量魚、乳製品、紅酒，再輔以相當少的肉，此種結構符合現代科學對人飲食結構的研究，相較於高奶製品和肉製品的西歐型飲食，地中海飲食對人類健康的幫助明顯更大。

## 定義
聯合國教科文組織(UNESCO)在2013年將地中海飲食登录在人類非物質文化遺產代表作名錄上，並且明確規定了擁有符合地中海飲食標準的國家為以下七國：“義大利、西班牙、葡萄牙、希臘、克羅地亞、摩洛哥和賽浦路斯”，另外整個土耳其、法國的南部、突尼斯的北部、以色列的西部沿海以及黎巴嫩的西南部全都在歷史上受到過地中海飲食的影響。

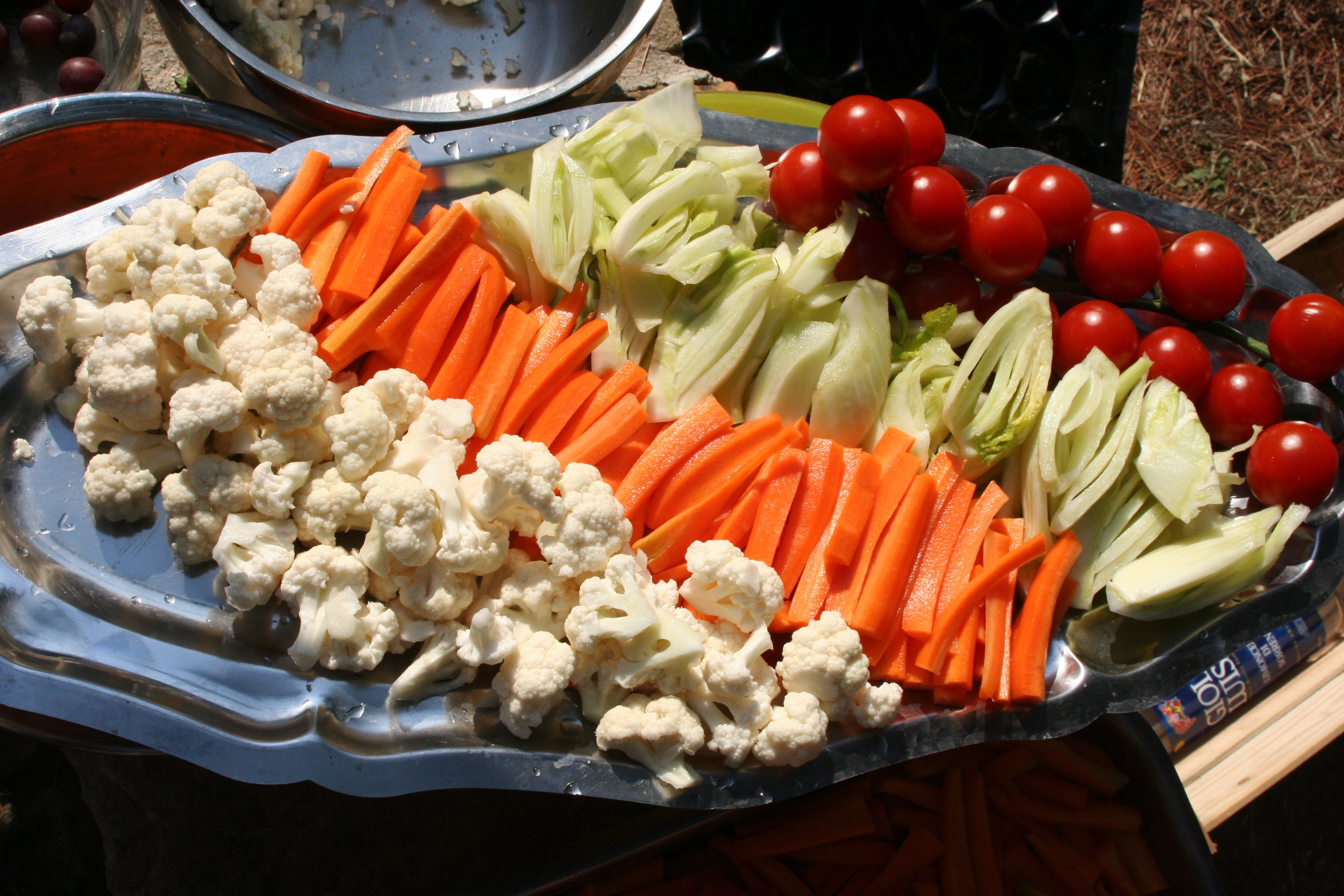
純素食地中海飲食（花菜、胡蘿蔔、小萵苣和櫻桃蕃茄）
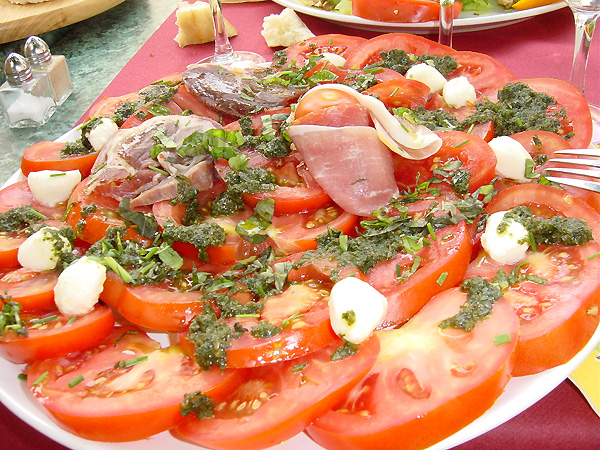
蕃茄薯泥橄欖油沙拉佐醃製火腿
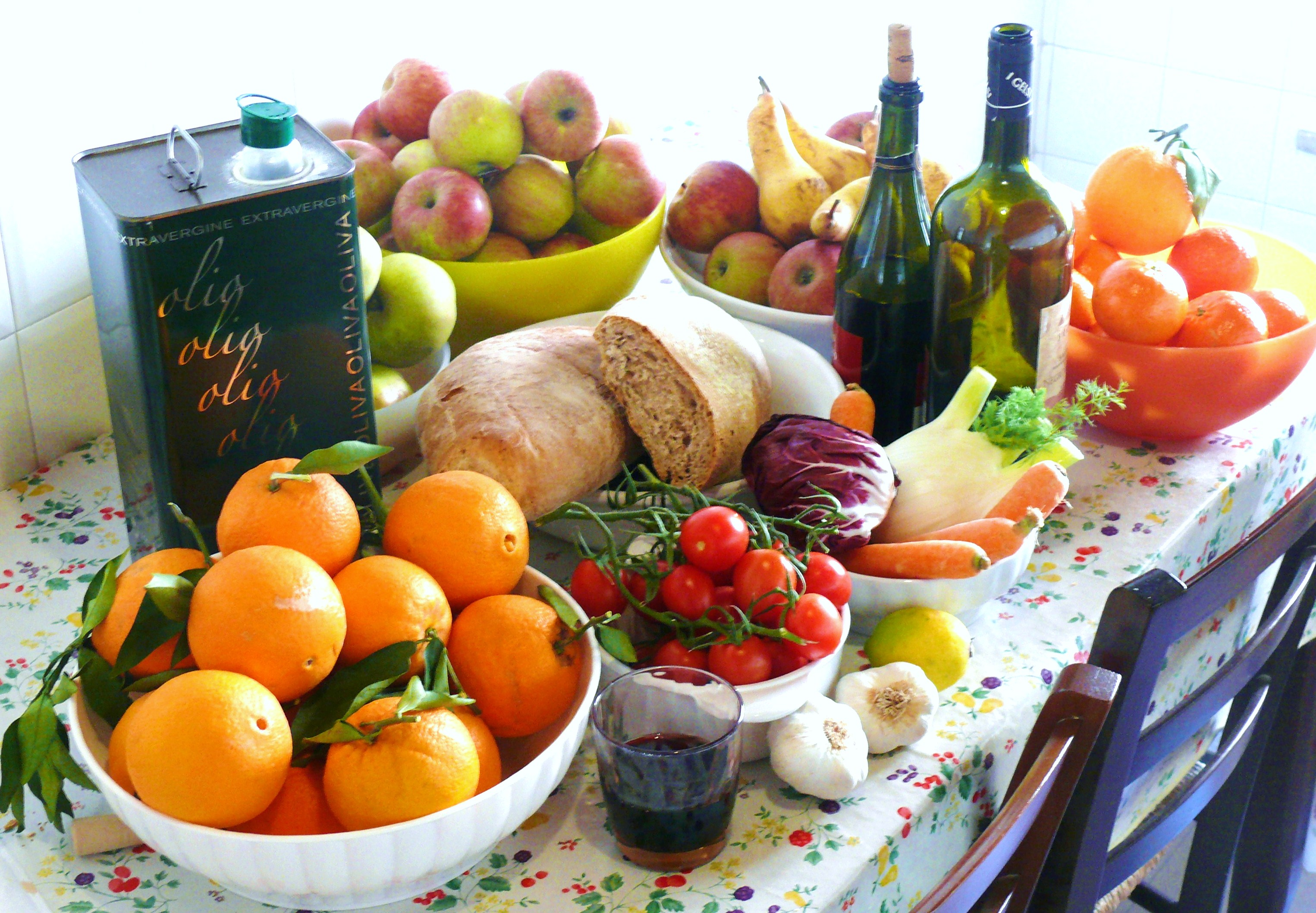
傳統意大利餐桌
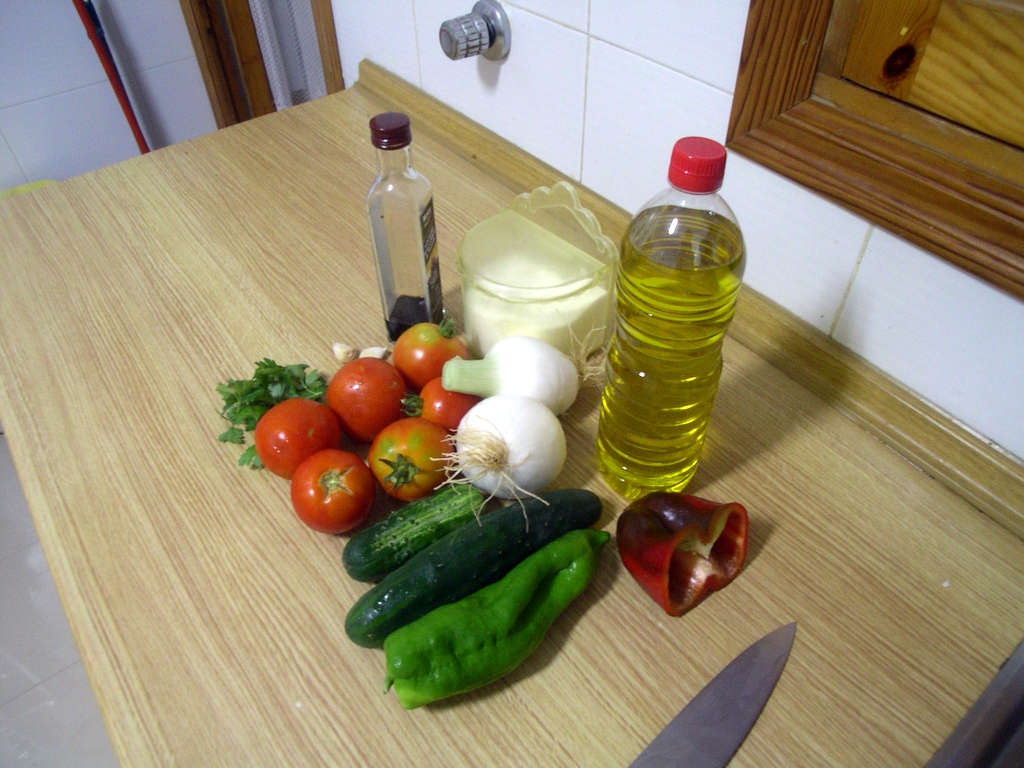
傳統西班牙餐桌
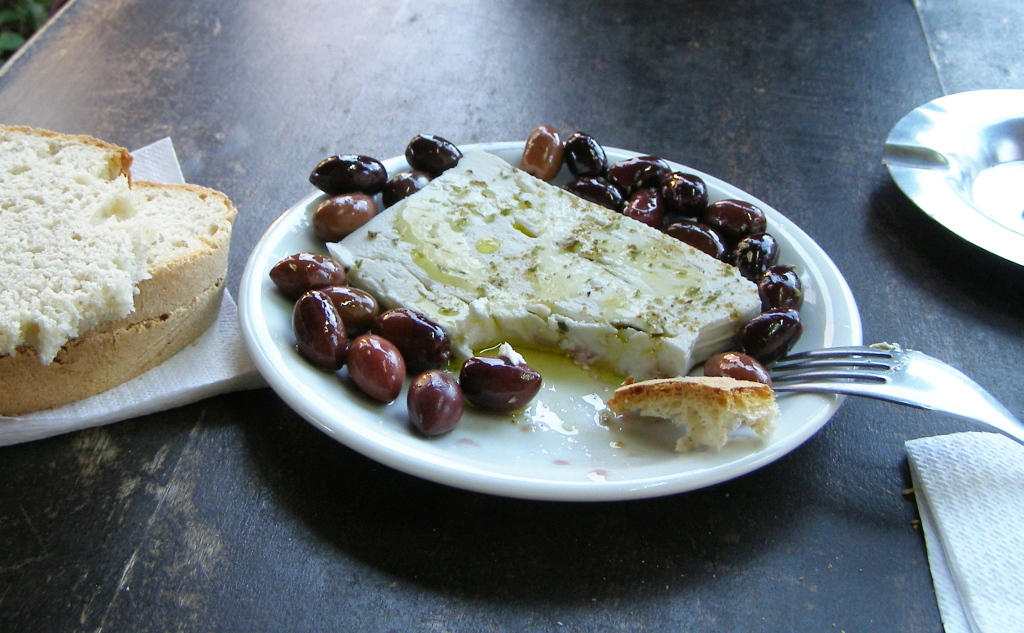
希臘山羊奶酪配黑橄欖
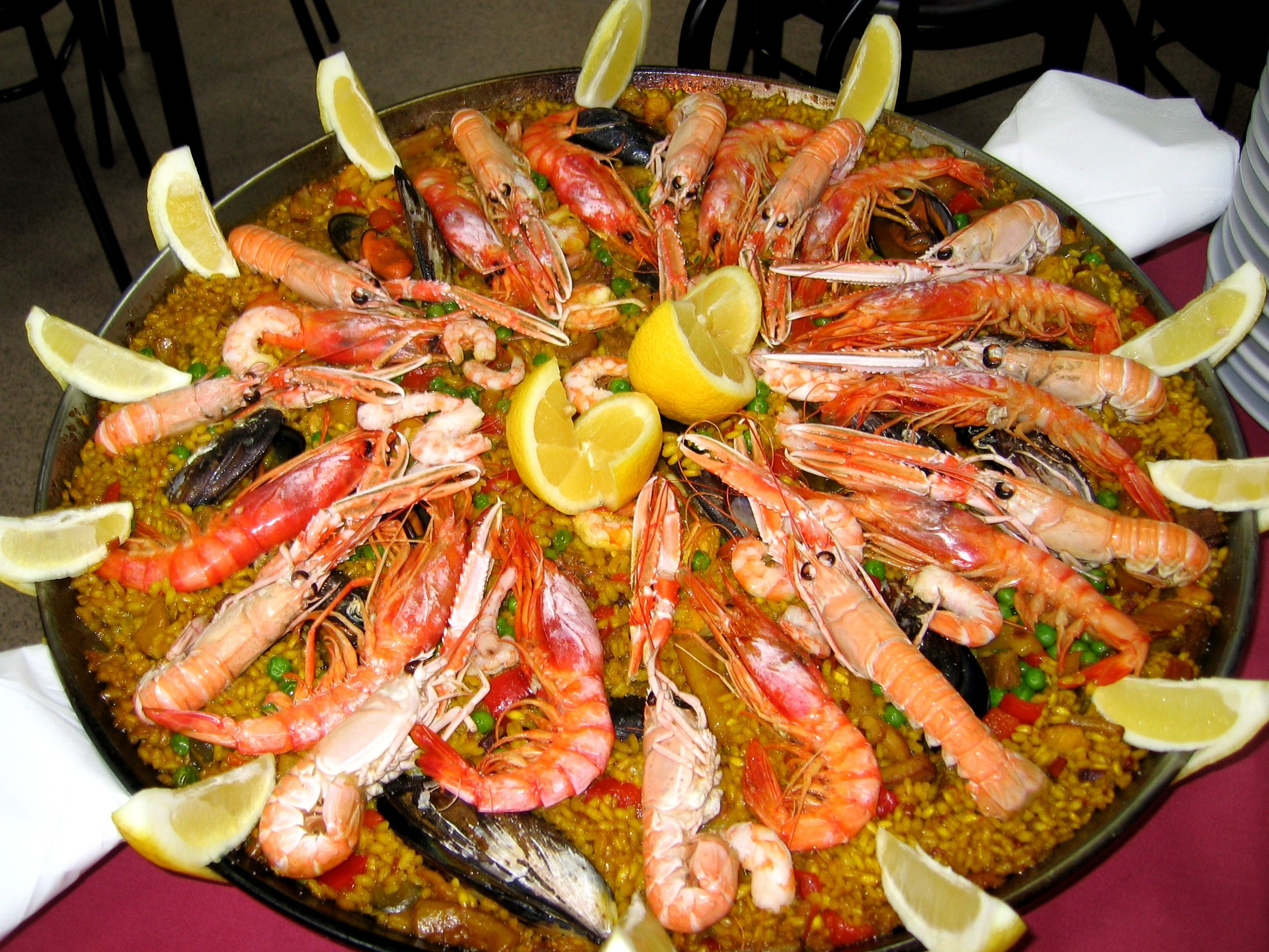
鰲蝦貽貝燴飯配檸檬片
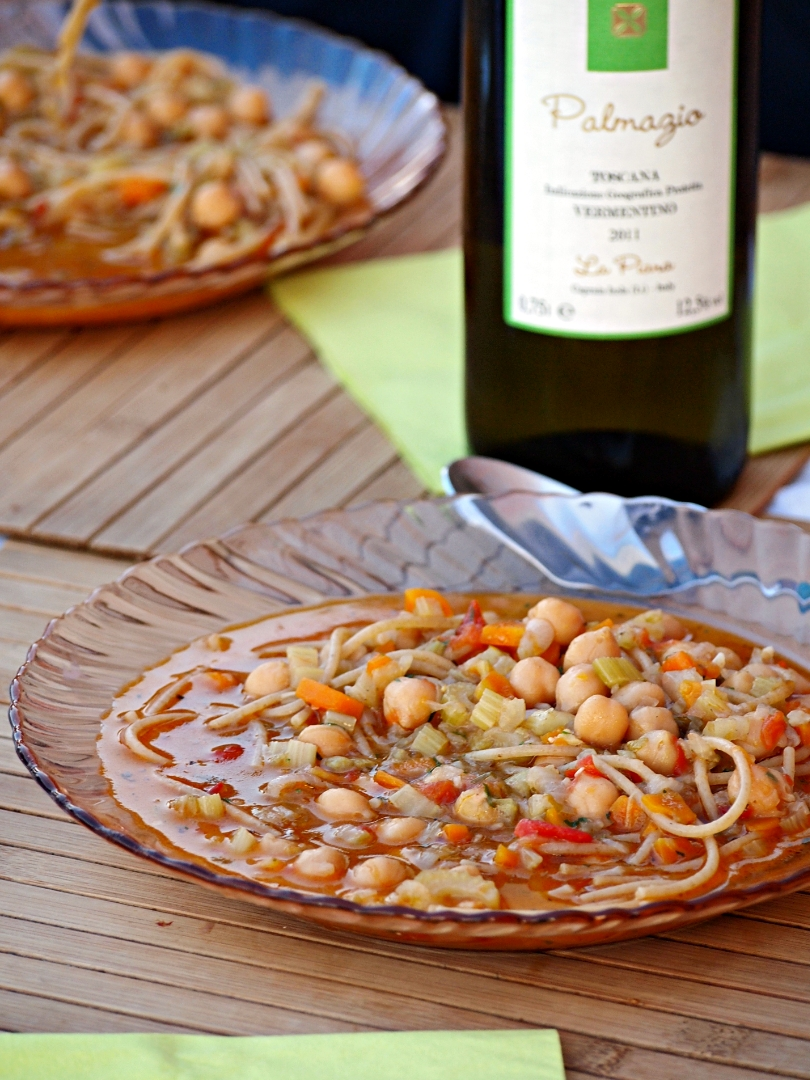
鷹嘴豆炒麵配紅酒

儘管叫做地中海飲食，不過在實際上“並非所有”的環地中海國家都能符合地中海飲食中所描繪的那種理念，即使是有地中海飲食的国家，也不代表这些国家中的“所有的區域”都有採用到地中海模式。最明顯的例子莫過於北非國家，因為這些國家信奉伊斯蘭教而導致不能吃豬肉也不能喝酒，在一年中還有刻意禁止進食的齋月，它們大多使用羊尾的脂肪和酥油，所以使用橄欖油和紅酒的頻率遠不如正統地中海料理那麼多；另外，義大利北部的飲食文化也不在地中海料理之列，北義大利以醬汁和奶油為主要調料去烹飪食物，這與西歐的法國菜更相近，明顯不屬於地中海風格，橄欖油在北意大利只能當作沙拉和燙菜的淋醬。

## 名稱及歷史
“地中海飲食”或者“地中海料理”這一類的名詞發明於20世紀的1960年代，至今有60年的歷史。地中海料理不屬於傳統的料理分類，更加像是對地中海氣候的國家進行的地理區分，在飲食文化上屬於一種比較新的分類。
地中海飲食的研究最早始於1960年代，原因並不是地中海料理本身，而是美國的哈佛大學對那不勒斯及馬德里地區的流行病學進行長期研究時總結出的結果，她們發現這些結果和意大利、西班牙的飲食結構有關。
1970年代，之後一位美國生物學家安塞尔·凯斯發表的《七國研究(Seven Countries Study)》更是確認了此相關性，此後地中海飲食才逐漸受到專家們的認可。1975年，一位美國生物學家安塞尔·凯斯和其妻子及化學家瑪格麗特·基斯(Margaret Keys)就注意到並公開宣傳地中海地區飲食型態的特色和健康益處，但之後就並未進行更詳細的研究。
1990年代，“地中海飲食”一詞正式由哈佛大學公共衛生學院的沃爾特·威利特博士在其發表的書籍中提出的；但這個飲食理念在一開始並未獲得廣泛認同，因為他只是基於1990年代的希臘和義大利南部的飲食型態而得出，不適合於所有環地中海國家的食物。
2000年代，地中海飲食被主流營養學接納並且迅速成為“顯學”，地中海飲食作為是一個悖論而被廣泛討論: 雖然地中海地區的人們食用相對來說較高的脂肪量，但他們罹患心血管疾病的比率遠低於其他同樣食用類似脂肪量的國家，如“法國悖論(French Paradox)”一樣，其中部份違反當今的科學卻在實際層面效果顯著。2005年，威利特把地中海飲食從科學研究轉化為一種飲食分類，並以其科學性聞名，他強調要像環地中海國家一樣食用大量蔬菜水果，而地中海飲食中很自然的把蔬果做成主菜、配菜、每日點心和飲料，並且也少量補充以橄欖油為主要脂肪來源、乳製品、魚、蛋、家禽、紅肉及紅酒；2006年他為地中海飲食制定了一個標準模板，規定此版本的總脂肪量為25%到35%卡路里，飽和脂肪酸則是小於8%卡路里。

## 對健康的影響
近年來健康意識興起，人們開始關注各種飲食型態，試圖找出對身體最有益的飲食模式。經由NIH-AARP飲食與健康研究顯示，地中海飲食這種含有大量葉菜類的模式是明顯對健康有幫助且可以降低死亡率的。

地中海飲食會對健康有益的的主因源自於大量使用橄欖油，橄欖油中所含的飽和脂肪酸較少，而不飽和脂肪酸與纖維素卻非常多。流行病學研究指出橄欖油含有的大量單元不飽和脂肪酸，特別是油酸，和降低冠狀動脈疾病之風險可能有相關。還有證據支持橄欖油中的抗氧化物不僅可以幫助控制膽固醇並降低低密度脂蛋白之膽固醇，而且還有抗發炎及抗高血壓的作用。
研究顯示，人們若有嚴格遵守地中海飲食加上規律運動，則他們對體重的控制會比較好。因為地中海飲食包含了大量的水果、葉菜類、穀類等等，人們就不會有過多的卡路里攝取。

在地中海地區的文化中，飲食這部分確實是對健康有益的。除此之外，勞動型的工作模式(例如：農夫)也有所助益。然而，地中海地區的環境或基因的影響則相對較少，為什麼會這麼說呢？主要是因為研究發現當地中海地區的這些居民，漸漸由高勞動、高蔬果的生活模式、轉為低勞動且西化的飲食模式，其罹患心臟疾病的機率大大的提升。除此之外，研究也發現在健康的中年人口中，採用地中海飲食與罹患心臟疾病的機率是呈現反比的關係。
在2011年的一篇回顧性論文中也發現，採用地中海飲食比採取低油脂飲食更能有效控制心血管疾病的危險因子，例如膽固醇、血壓等。
在心臟疾病盛行率的地理分布上，地中海地區確實比其他地方低，但究竟是哪個因素造成此一現象卻是未解。大家可能會認為應該是橄欖油的影響，但現今許多試驗卻發現，所謂單鏈不飽和脂肪酸跟多鏈甚至是飽和脂肪酸比起來並沒有防止動脈粥狀硬化的現象。而最近興起的另一個假說指出，地中海地區的居民之所以心臟疾病盛行率較低，主要是跟太陽光的照射有關。其中，紫外線會促使皮膚製造的油中富含維他命D，而這個現象與心臟疾病的盛行率降低有關，而且隨著緯度越高，維他命D的含量就越低。但有趣的是，地中海地區的居民皮膚癌的盛行率也是極低(皮膚癌被證實跟過度日照有關)。此外，黑色素瘤的發生率跟北方國家、甚至是其他較熱的國家如澳洲相比，都是低的。因此又有假說指出，地中海飲食當中應該有皮膚病的保護因子。
除了健康飲食方面，地中海飲食另一個為全球所熟知的原因是麩質過敏症的人數顯著增加，因為地中海飲食中含有大量的麩質。
2018年五月的文獻顯示，地中海飲食可能減緩阿茲海默症的病程，甚至降低引發阿茲海默症的可能。

## 營養評估
- 水果與蔬菜：地中海飲食每日提供6-12份。《加拿大食物指南》建議每日7-10份。
- 豆類、穀物類：地中海飲食每日提供4-6份。《加拿大食物指南》建議每日6-8份。
- 奶類與其替代品：地中海飲食每日提供1-3份(低脂乳製品)。《加拿大食物指南》建議每日2份。
- 肉類與其替代品：地中海飲食每日提供1-2份(家禽、魚類、貝類)。《加拿大食物指南》建議每日7-10份。
- 其他：地中海飲食建議每日攝取一杯紅酒。《加拿大食物指南》無記載。[37]

## 醫學研究
在一個發表在2008年《英國醫學期刊》的綜合分析結果顯示：嚴格地遵守地中海飲食，減少死於癌症與心血管疾病的風險，同時減少產生帕金森氏症與阿茲海默症的風險。結果顯示，總體死亡率減少9%，心血管疾病及癌症死亡率分別減少9%和6%。另外，嚴格地遵循地中海飲食，可以觀察到帕金森氏症與阿茲海默症的發生率減少13%。

2010年發表在《美國臨床營養期刊》(The American Journal of Clinical Nutrition)的綜合分析顯示地中海飲食被認為對於減少慢性疾病的風險，如：心血管疾病與癌症，有明顯的助益。

2011年發表在《Journal of the American College of Cardiology》的綜合分析結果，其中包含50個研究結果(35份臨床試驗、2份前瞻性及13份橫斷性研究)，涵蓋了大約535,000人，觀察地中海飲食對代謝症候群的影響。研究人員表示，地中海飲食和較低的血壓、血糖、三酸甘油脂有關。
2013年發表在《美國臨床營養期刊》(The American Journal of Clinical Nutrition)的綜合分析中，分別將地中海飲食、全素食、奶蛋素、低升糖指數飲食、低碳水化合物飲食、高纖飲食、高蛋白飲食與對照組進行比較。研究的歸納出地中海飲食、低碳水化合物飲食、低升糖指數飲食和高蛋白飲食能有效改善心血管疾病、糖尿病相關的風險標記。根據同年發表的系統性回顧，越遵循地中海飲食，與越低的阿茲海默症風險及越緩慢的認知能力下降有關。另一份2013年的系統性回顧也得到類似的結論，且發現地中海飲食與輕微認知受損(mild cognitive impairment)進展成阿茲海默症的風險有負相關，但探討這個議題的研究較少。 

## 適合亞洲飲食的地中海飲食金字塔
地中海飲食的原則：高纖、高鈣、抗氧化，主要概念包含：
- 豐富的蔬果攝取
- 以海鮮及黃豆代替紅肉
- 使用橄欖油、油菜籽油，低溫清炒，補充好的膽固醇
- 每天吃一份堅果
- 清淡料理，善用香草入菜
- 以淡茶代替紅酒

適合台灣飲食風氣的飲食金字塔如下：
- 每日吃：植物油、水果、豆類、種子和堅果類、蔬菜、以及五穀根莖類(米、麵、麵包、雜穀、米或其他全穀類)
- 每日選擇：魚和甲殼類、或乳製品
- 每週偶爾吃：紅肉、蛋和禽類
- 每個月偶爾吃：甜食
- 可適量飲用酒、葡萄酒或啤酒

## 參看
- 無麩質飲食 - 避免麥類的飲食方式，用以治療特定疾病，亦有研究其養生功能但未成定論。
- 植物性飲食 - 只吃素食的飲食方式
- 生酮飲食 - 以脂肪和油類當主食取代醣類，用以治療特定疾病，亦有研究其養生功能但有許多爭議。